# 임을 위한 교향시
《임을 위한 교향시》는 1991년, 조선민주주의인민공화국의 조선예술영화촬영소에서 촬영된 영화이다. 총 2부로 이루어져 있으며 5.18 민주화운동과 관련된 내용을 담은 영화이다.

## 제작진
- 시나리오 : 리춘구, 황석영
- 작곡 : 윤이상